# Estació de França
L'estació de França, durant molt de temps coneguda oficialment com a Barcelona-Término, és una estació de ferrocarril a Barcelona situada a l'avinguda del Marquès de l'Argentera  (títol atorgat a l'enginyer de la MZA Eduard Maristany, que en fou l'impulsor entre 1924 i 1929). Aquesta és l'estació terminal de la línia Barcelona-Girona-Portbou i de línia 200 (Madrid-Barcelona) d'Adif i hi tenen parada trens de la línia de rodalia R2 Sud, de les línies regionals R13, R14, R15, R16 i R17, i serveis de mitjana distància operats per Renfe Operadora.
Aquesta estació va entrar en servei el 1848 de la línia de Mataró, tot i que la ubicació actual data del 1854 de l'estació de la línia de Granollers. El 1929 es remodela i es construeix l'actual estació i edifici monumental.
L'any 2016 l'estació va registrar l'entrada de 1.207.000 passatgers.

## Història

### Dues estacions: línia de Mataró i línia de Granollers
El 28 d'octubre del 1848 es posà en servei la primera línia de ferrocarril a la Peninsula Ibèrica entre Barcelona i Mataró, el que suposà la construcció de la primera estació de tren a Barcelona entre les muralles i les cases de la Barceloneta, just al costat del Portal de Mar.
El 1854 es va construir una estació molt propera a la primera, corresponent a la nova línia ferrovìària a Granollers, de la companyia  Camins de Ferro de Barcelona a Granollers, l'estació terminal de la qual era més propera a la Ciutadella i a l'interior de les muralles.
La construcció va suposar la perforació de la muralla i la construcció d'un pont per salvar el fossar. Aquesta estació passaria a denominar-se Barcelona 2 i la de la línia de Mataró, Barcelona 1.

### Unificació de les estacions i rang internacional

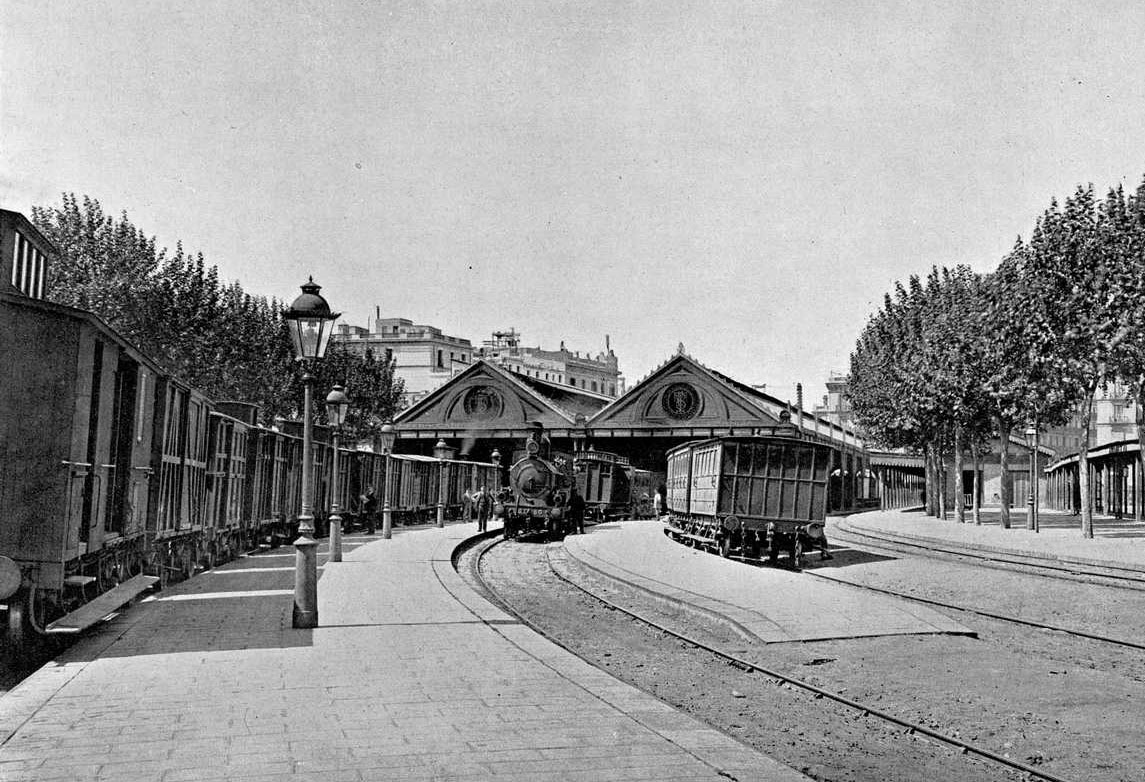
L'estació entre el 1878 i el 1929

L'any 1865, la societat Camins de Ferro de Barcelona a Girona, fundada el 1862, es fusionà amb la Companyia del Ferrocarril de Tarragona a Martorell i Barcelona per a crear la Companyia dels Ferrocarrils de Tarragona a Barcelona i França (TBF). Això va permetre que els trens de la línia de Mataró passessin a utilitzar l'estació de Barcelona 2, car es disposava d'unes andanes molt mes amples. El 20 de gener del 1878 es va inaugurar el tram fins a Portbou creant la connexió internacional amb França. Fet que suposà que l'estació passès a denominarse Estació de França.

### Estació monumental per l'Exposició Universal del 1929

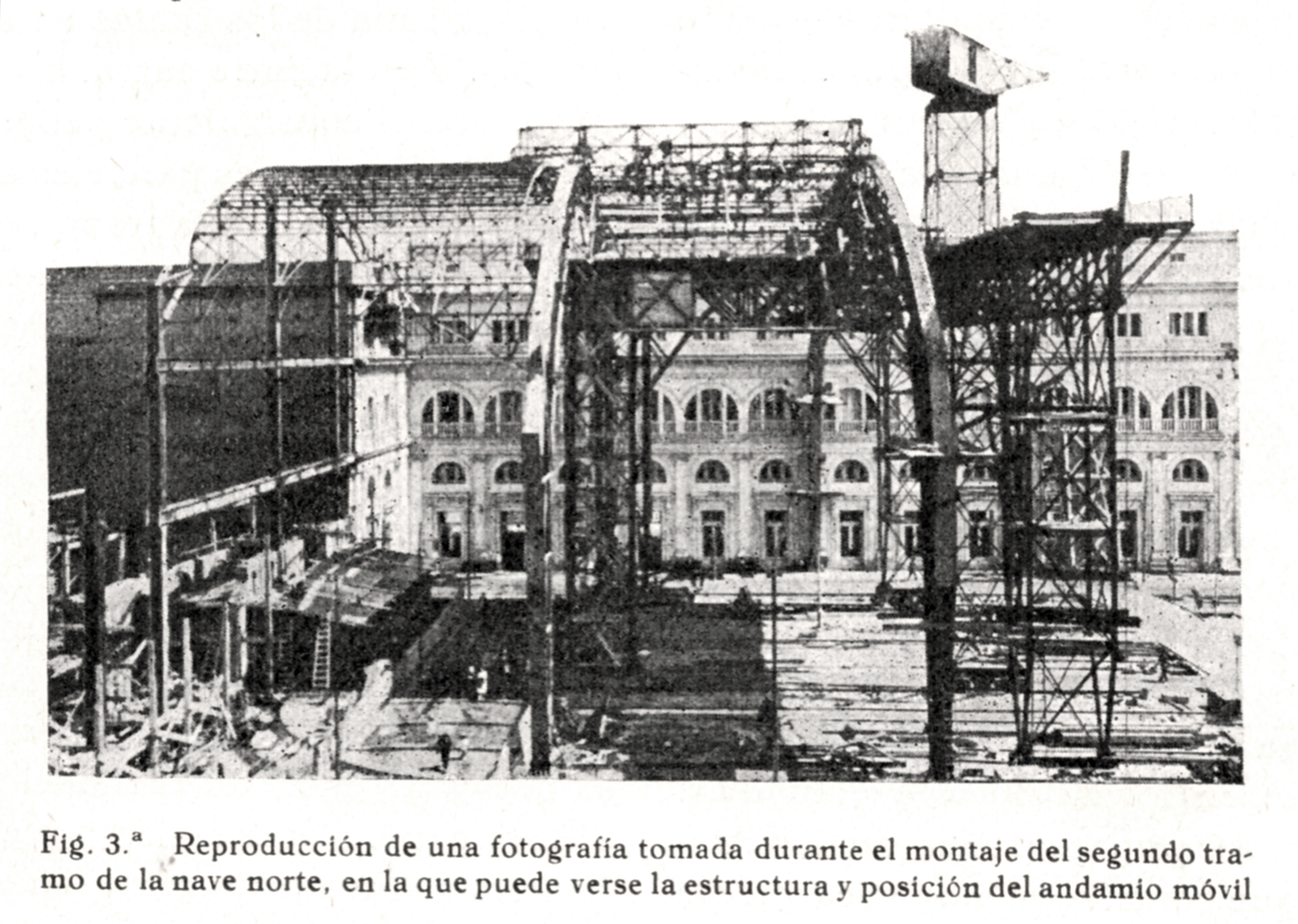
La construcció de l'estructura metàl·lica el 1928

L'estació actual fou construïda per la Companyia dels Ferrocarrils de Madrid a Saragossa i a Alacant (MZA) i inaugurada per Alfons XIII l'any 1929 amb motiu de l'Exposició Internacional. El projecte fou de l'arquitecte basc Pedro Muguruza, amb la col·laboració de Raimon Duran i Reynals, i de Pelai Martínez per a la coberta de les andanes.

### Pèrdua de connexions i rol secundari

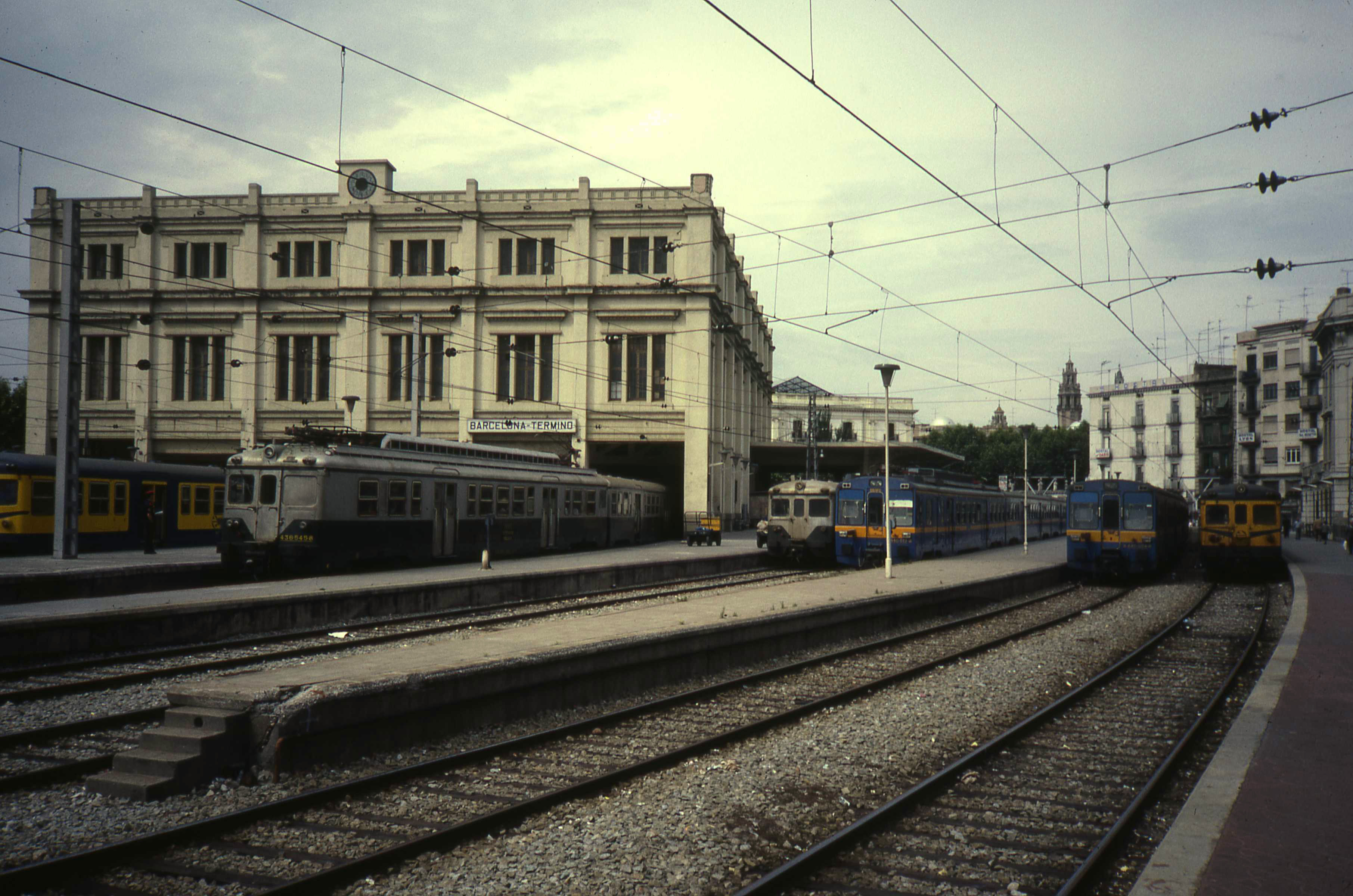
Part de l'estació de la línia de Mataró (Barcelona Termino) es va enderrocar el 1989

El 1989, l'estació va tancar per a la seva remodelació, fet que va comportar l'enderroc de l'estació de Rodalies annexa. L'antiga línia de Mataró, que comprenia les antigues estacions del Bogatell i Poblenou, fou desmantellada per a la urbanització de la Vila Olímpica dels Jocs Olímpics de 1992.
Des del 2009 arran de les obres de la línia d'alta velocitat a l'entorn de l'estació de Sant Andreu Comtal i la seva posterior reducció de vies es van desviar a cap a l'estació de França els trens de rodalia direcció Vilanova i la Geltrú i Sant Vicenç de Calders i els regionals cap al sud i l'oest de Catalunya que hi feien capçalera.
El 28 de juliol de 2017, un tren de rodalies va accidentar-se a l'estació al xocar contra el topall de l'andana, provocant una cinquantena de ferits de diversa consideració.

## Serveis ferroviaris
És capçalera dels trens de la línia R2 Sud dels serveis de Rodalies cap a Vilanova i la Geltrú i Sant Vicenç de Calders, així com dels serveis regionals R13 R14, R15, R16, R17 i mitjana distància, que provenen del sud i l'oest de Catalunya.
L'únic tren que es podria considerar de llarga distància és el que uneix Barcelona amb Madrid passant per Tarragona, Casp, Saragossa i Guadalajara, si bé es fa amb material de mitjana distància.

### Rodalia i regionals
| Procedència/Destinació                      | <                 | Línia | >        | Procedència/Destinació |
| ------------------------------------------- | ----------------- | ----- | -------- | ---------------------- |
| Rodalia de Barcelona                        |                   |       |          |                        |
| Sant Vicenç de Calders Vilanova i la Geltrú | Passeig de Gràcia |       | terminal | terminal               |
| Serveis regionals de Rodalies de Catalunya  |                   |       |          |                        |
| Lleida-Pirineus                             | Passeig de Gràcia |       | terminal | terminal               |
| Reus Móra la Nova Flix Riba-roja d'Ebre     | Passeig de Gràcia |       | terminal | terminal               |
| Tortosa Vinaròs València-Nord               | Passeig de Gràcia |       | terminal | terminal               |
| Port Aventura                               | Passeig de Gràcia |       | terminal | terminal               |
| Casp Saragossa-Delicias Madrid-Chamartín    | Passeig de Gràcia | MD    | terminal | terminal               |

### Anteriors connexions ferroviàries
Fins al 2012, els trens internacionals com el Trenhotel Joan Miró amb destinació París-Austerlitz, així també com el Pau Casals amb destinació Zuric i el Salvador Dalí amb destinació Milà, també hi sortien d'aquesta estació.
Des del 2020, els trens de Larga Distància de Renfe Operadora al País Valencià, Regió de Múrcia i Andalusia, han estat absorbits per Barcelona-Sants, atès que, o bé han estat reconduïts per la nova línia d'alta velocitat  (com és el cas del tren Torre del Oro, que uneix Barcelona amb Cadis i els Euromed entre Barcelona, València i Alacant), o bé les expedicions continuen circulant per la línia convencional, com és el cas dels trens Intercity que uneixen Barcelona i Tarragona amb València, Alacant, Múrcia i Cartagena.

## Edifici
Catalogat com a bé cultural interès local, es tracta d'un edifici de grans dimensions de planta en forma d'«U» per tal d'envoltar les vies i organitzat en tres cossos, corresponent-se el central al vestíbul. Aquest espai es configura com un àmbit de planta rectangular molt ampli i diàfan gràcies a la coberta amb tres voltes de quatre punts cassetonades que recupera les grandiloqüents formes classicistes. L'estructura de maó queda amagada pels revestiments de marbre policrom que donen monumentalitat a l'espai i que contrasten amb el blancor de les cúpules. Destaca també la pedra artificial utilitzada en nombrosos elements compositius del conjunt.
Les dotze vies i set andanes estan cobertes per dues marquesines metàl·liques de 29 m d'alt i 195 m de longitud, que a més en bona part descriuen una corba a l'esquerra. Van ser construïdaes per la societat Material para Ferrocarriles y Construcciones SA, més coneguda com a Can Girona. Completen les instal·lacions dues vies amb andana ja a la part exterior de la marquesina i diverses vies d'estacionament. A més a més, a la sortida i a l'esquerra del túnel de la línia general hi ha un altre túnel per al manteniment dels trens.
La gran diafanitat de l'espai es deu principalment a les tres grans arcades que ocupen tota l'alçada de la façana del vestíbul. Aquestes arcades a la part inferior (zona dels muntants) es configuren com grans portes que presenten a l'exterior tres voladissos de ferro de grans dimensions que permeten donar ombra a la zona d'accés a l'edifici. Per contrari, els arcs pròpiament dits es configuren com grans finestrals amb una tanca de ferro a manera de reixa calada i decorada.
El vestíbul queda emmarcat per dos edificis i en planta, es troba lleugerament desplaçat respecte del plom de la façana. L'edifici de la dreta està habilitat com cafeteria- restaurant i va ser recentment reformat (2011), tot presentant avui dia una decoració colorista que ha conservat en certa manera l'estructura original amb grans pilars daurats. Destaca la façana interior que dona a la zona de vies -de marbre- amb portes amb arc de mig punt i pilastres adossades de capitell daurat, tot rematat per un gran entaulament que es corona al tram central per un frontó triangular.
Les façanes obertes a l'espai on hi ha les vies destaquen pel classicisme emprat tant en la composició com als seus elements; amb tres nivells d'alçat, l'inferior presenta uns arcs de mig punt que configuren les portes de comunicació entre les vies i el vestíbul. Dites portes es troben flanquejades per ulls de bou i emmarcades per pilastres jòniques de fust llis. El segon pis queda clarament delimitat per una línia de cornisa que a manera d'entaulament permet desenvolupar un seguit de finestres amb arc de mig punt i balustrada de pedra que generen un espai a manera de galeria. La façana principal es remata amb una mena de frontó corb de grans dimensions al centre del qual es disposa un rellotge i un gran finestral amb reixa de ferro.

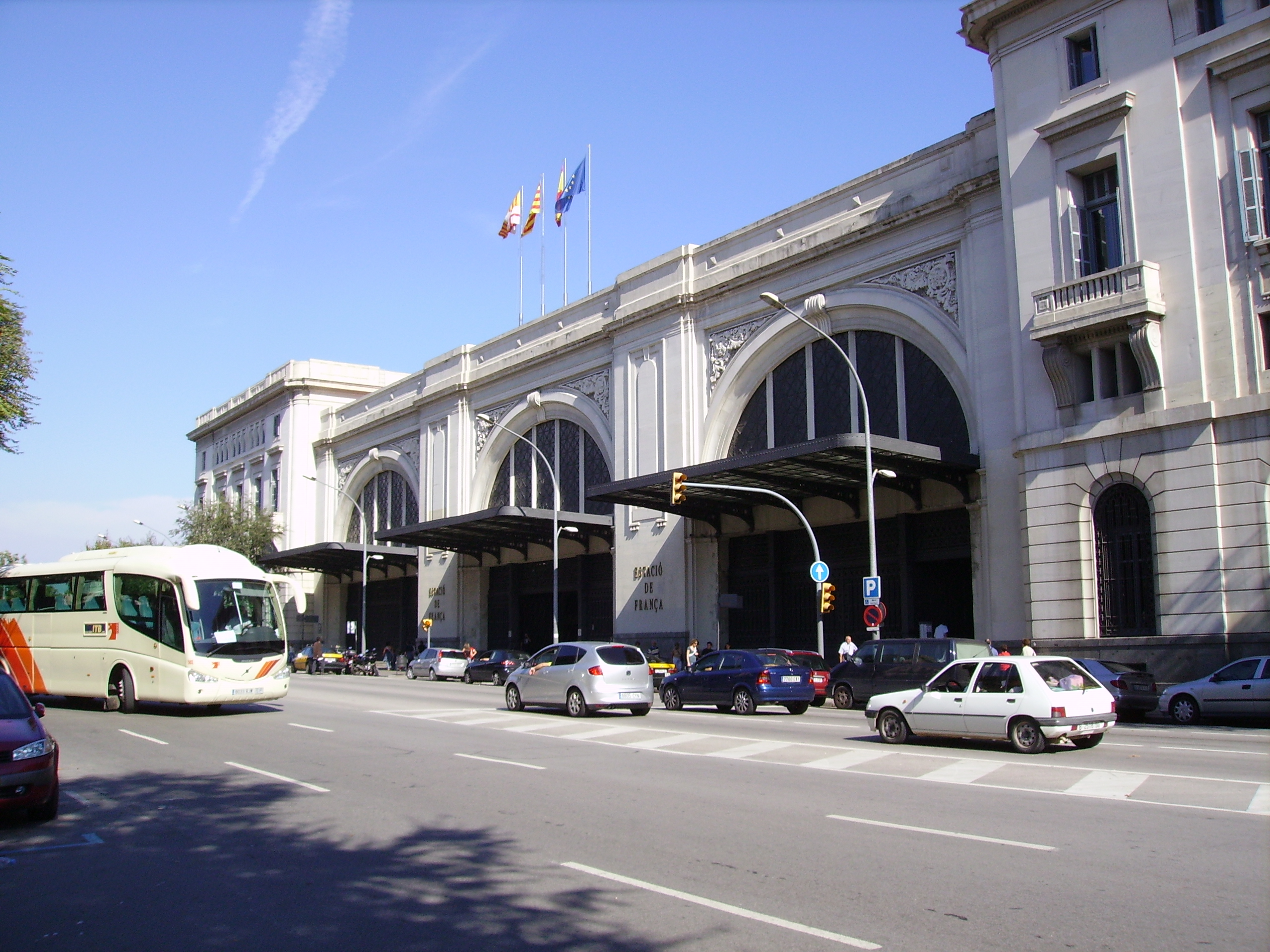
Façana a l'avinguda del Marquès de l'Argentera
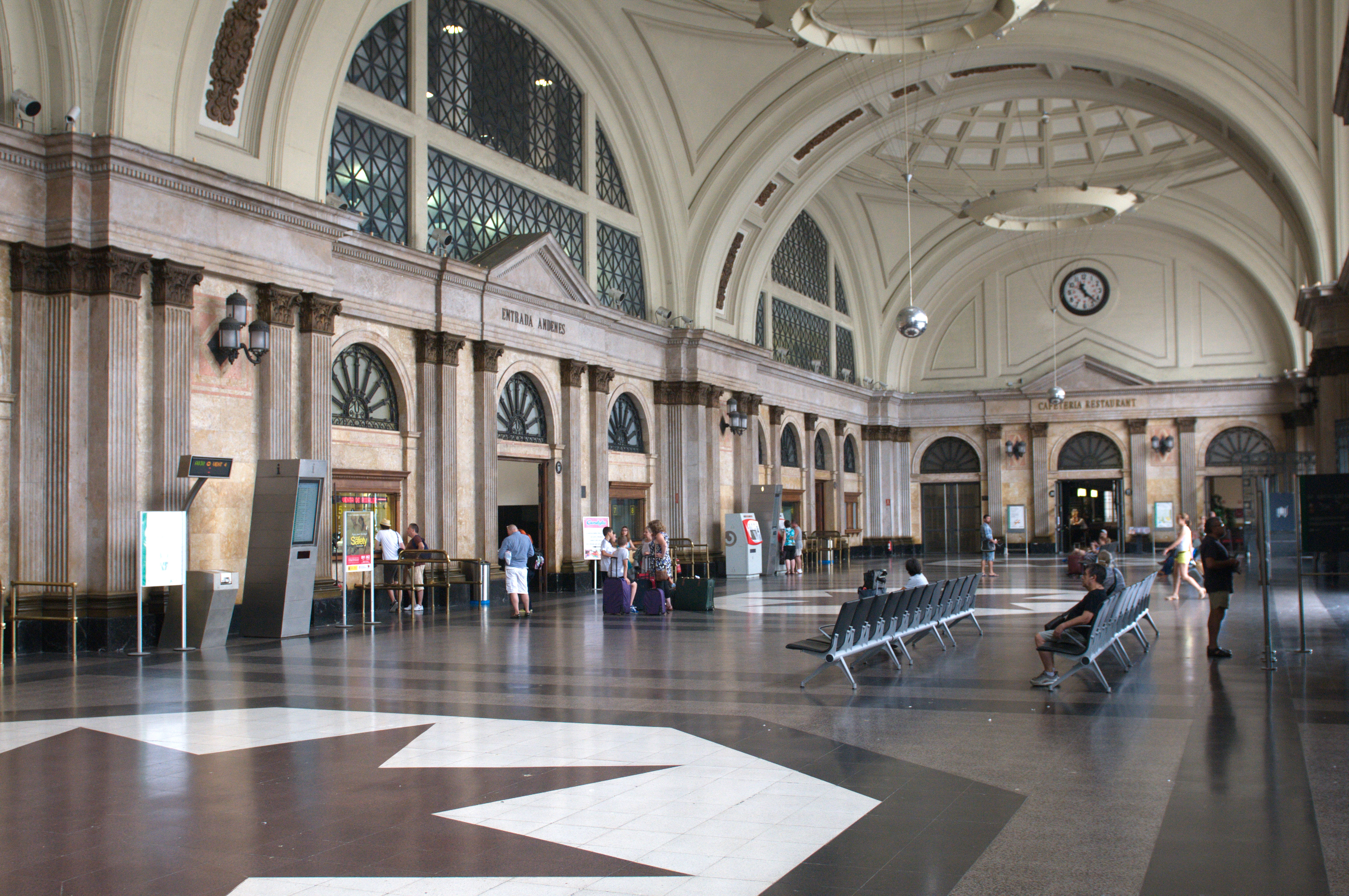
Vestíbul
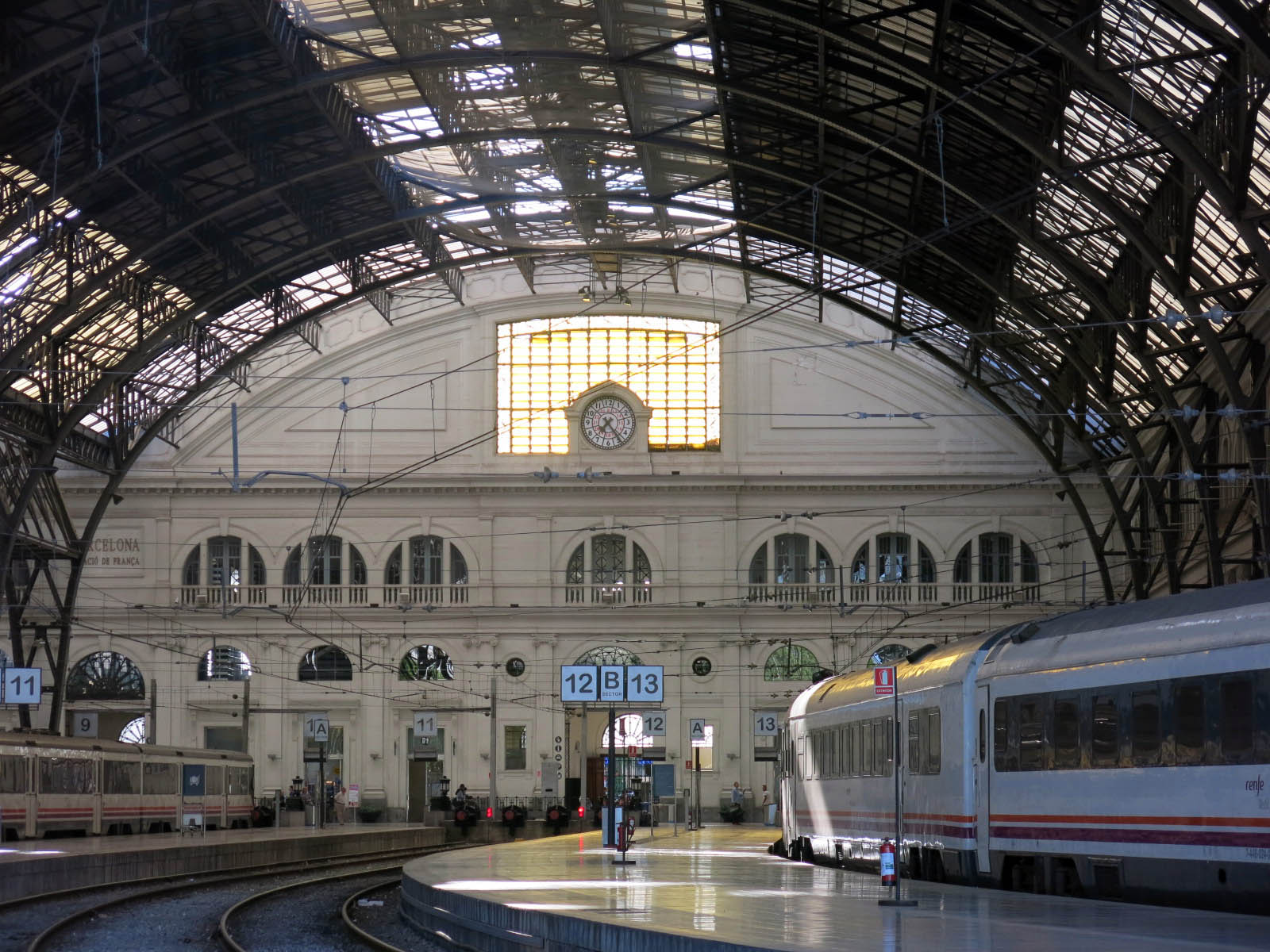
Vista cap a l'edifici de l'estació
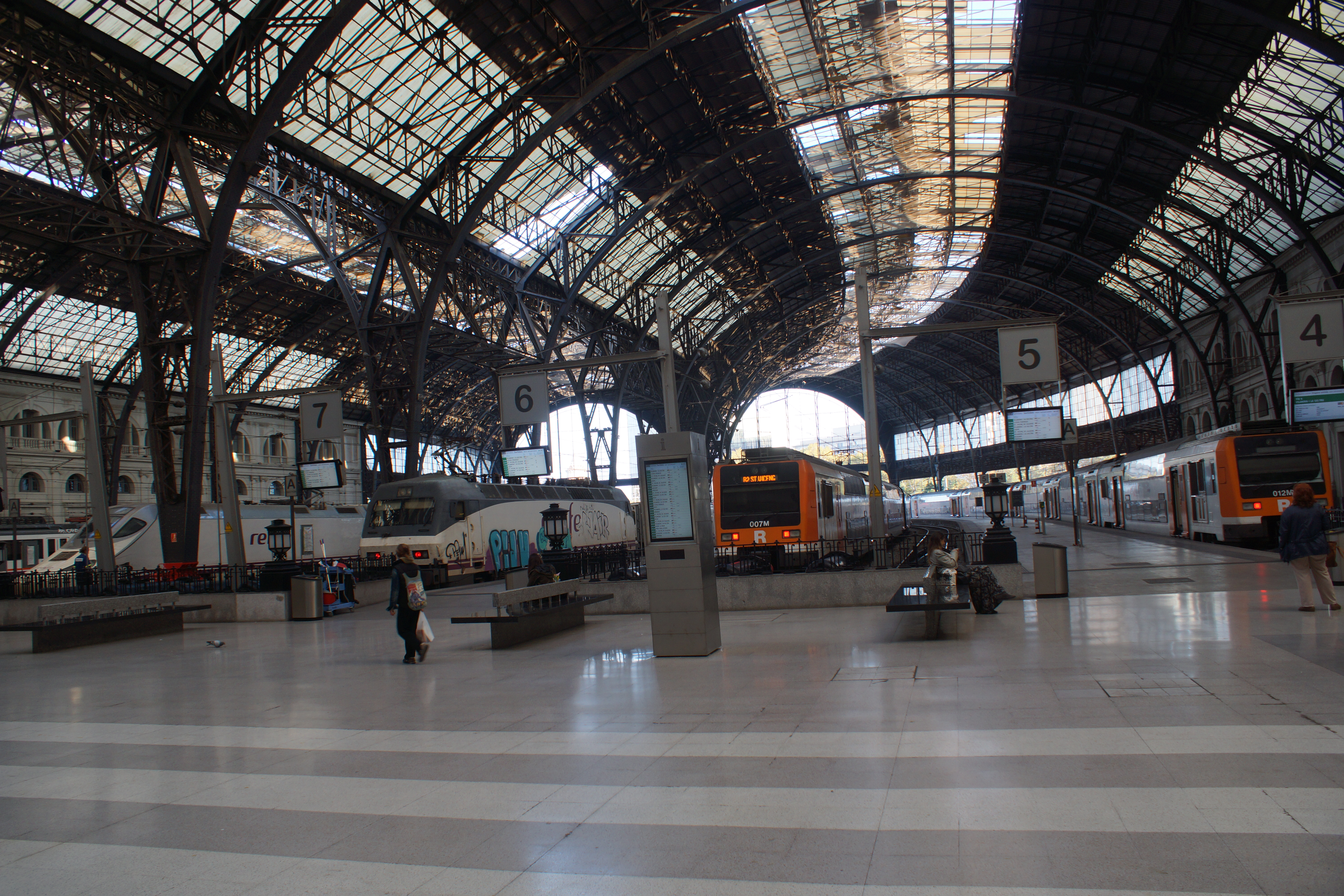
Vista cap a les vies